# Raffaele Pettazzoni
Raffaele Pettazzoni (3 février 1883 - 8 décembre 1959) est un historien des religions italien. 

## Biographie
Raffaele Pettazzoni fut un des premiers universitaires à proposer une approche historique à l'étude de la religion. Il était le rédacteur en chef du journal Numen et le président de l'Association internationale pour l'histoire des religions de 1950 à 1959.